# Самтрест
«Самтрест» (груз. „სამტრესტი") — трест виноградно-плодовых совхозов и винодельческой и спиртоводочной промышленности Народного комиссариата пищевой промышленности Грузинской Советской Социалистической Республики.

## История
Создан в 1929 году, реорганизован в 1937 году и объединил все крупные винодельни Грузии. Выпускавшиеся в Грузии алкогольные напитки стали иметь на этикетках надпись Самтрест.
Управление находилось в Тбилиси, ул. Ленина (ныне — Мераба Коставы), д. 71. Трест имел филиалы в других городах СССР, в Москве (1-й Колобовский переулок, 12), в Московской области, в Ленинграде (с 1947 года), Казани (улица Баумана, 42) и семь заводов на территории РСФСР (в Москве, Ленинграде, Волгограде, Самаре, Кисловодске, Ростове-на-Дону).
В Москве был открыт находящийся в системе «Самтрест» ресторан грузинской кухни «Арагви».

### Руководители
- 1958—1961 — Давид Ромелашвили

### Главные виноделы
- 1958—1965 — Георгий Беридзе
- с 1973 — Валерий Авидзба